# Лозно
Лозно (болг. Лозно) — село в Болгарии. Находится в Кюстендилской области, входит в общину Кюстендил. Население составляет 813 человек.

## Политическая ситуация
В местном кметстве Лозно, в состав которого входит Лозно, должность кмета (старосты) исполняет Радка Веселинова Чорбаджийска (коалиция в составе 2 партий: ВМРО — Болгарское национальное движение ОБЕДИНЕНИ ЗА ОБЩИНА КЮСТЕНДИЛ, НАЦИОНАЛНО ДВИЖЕНИЕ СИМЕОН ВТОРИ) по результатам выборов правления кметства.
Кмет (мэр) общины Кюстендил — Петыр Георгиев Паунов (коалиция в составе 3 партий: Демократы за сильную Болгарию (ДСБ), Союз демократических сил (СДС), партия АТАКА) по результатам выборов в правление общины.